# Ladeira do Carmo e Aterrado do Braz (1887)
Ladeira do Carmo e Aterrado do Braz é umas das duas fotografias tiradas por Militão Augusto de Azevedo que integra o Álbum Comparativo da Cidade de São Paulo 1862-1887. A imagem, registrada em 1887, captura vista da Ladeira do Carmo, a Avenida Rangel Pestana e o Aterro do Brás, em São Paulo.

## Descrição e análise
A fotografia monocromática de Militão tem dimensões 21 centímetros de altura por 30 centímetros de largura, com impressão em papel albuminado. A fotografia integra a Coleção Museu Paulista, em São Paulo, e faz parte do Álbum Comparativo da Cidade de São Paulo, considerado importante registro fotográfico do desenvolvimento urbano da capital paulista na segunda metade do século XIX.
O fotógrafo está posicionado de forma a capturar vista da Ladeira do Carmo pela Avenida Rangel Pestana, alcançando o Aterro do Brás. Na época, a ladeira demarcava o trecho limítrofe da capital paulista, sendo ponto de referência para visitantes que chegavam a São Paulo e um ponto de conexão com a capital, Rio de Janeiro. Na época, as cheias ocasionais do rio Tamanduateí impediam a integração do Brás ao núcleo urbano de São Paulo. 
Ladeira do Carmo e Aterrado do Braz é dupla comparativa de fotografia homônima, tirada em 1862 por Militão. A partir da comparação das duas, é possível verificar os processos de urbanização da cidade de São Paulo em um intervalo de duas décadas e meia. Na fotografia de 1887, nota-se vestígios de intervenções na via, com montes de areai, blocos e homens trabalhando. Comparativamente à primeira imagem da Ladeira do Carmo e do Aterrado do Brás de Militão, agora em 1887, nota-se a construção de um edifício à esquerda da ladeira, junto a outras casas que não existiam em 1862. Na primeira fotografia, é possível visualizar a cheia da Várzea do Carmo, enquanto que na versão de 1887, mais aproximada do convento do Carmo que a de duas décadas atrás, nota-se que o leito estava aparentemente sem água. É provável que Militão tenha feito o primeiro registro em época de cheia e o segundo em épica de seca. 

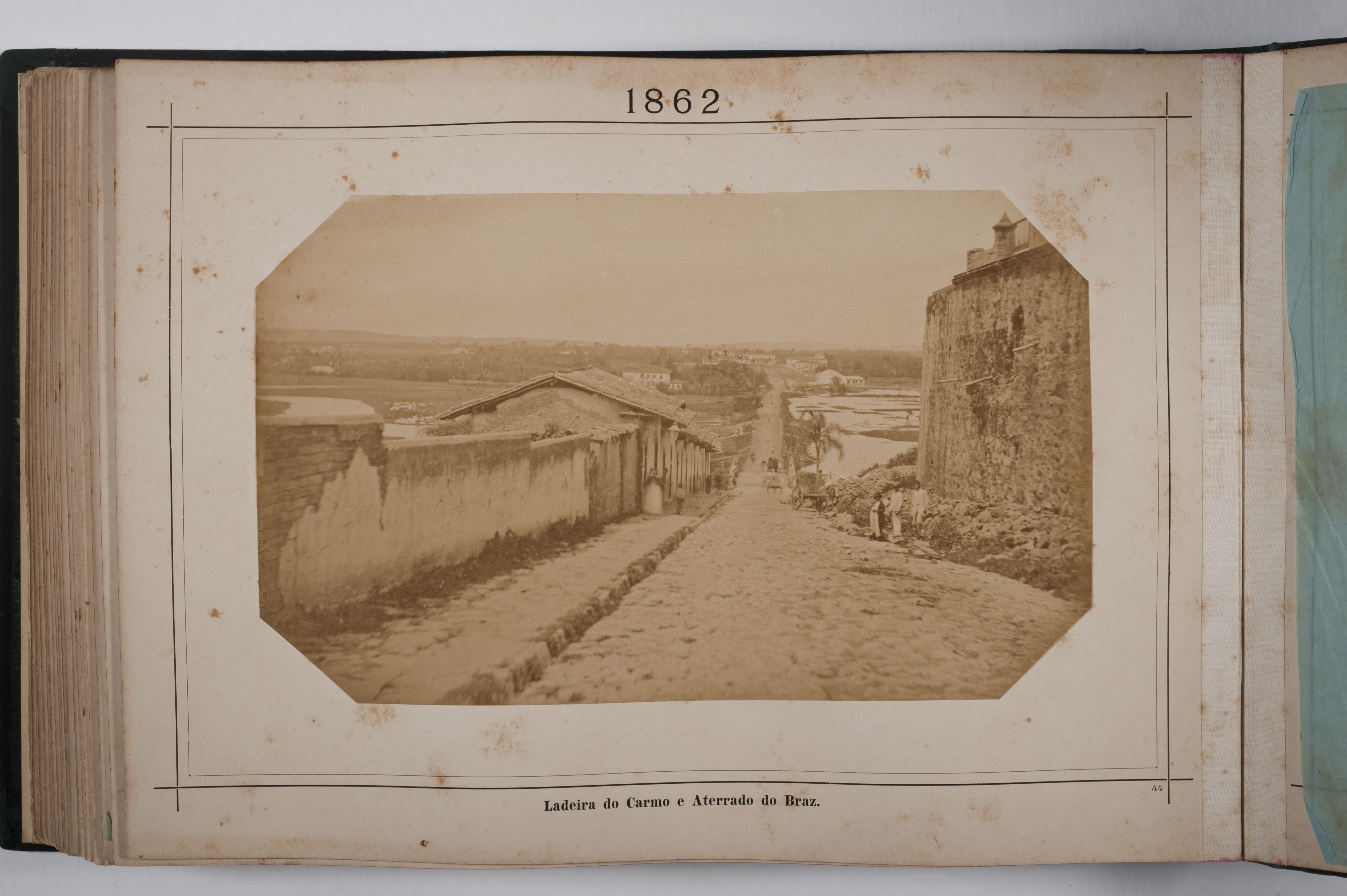
Registro de 1862
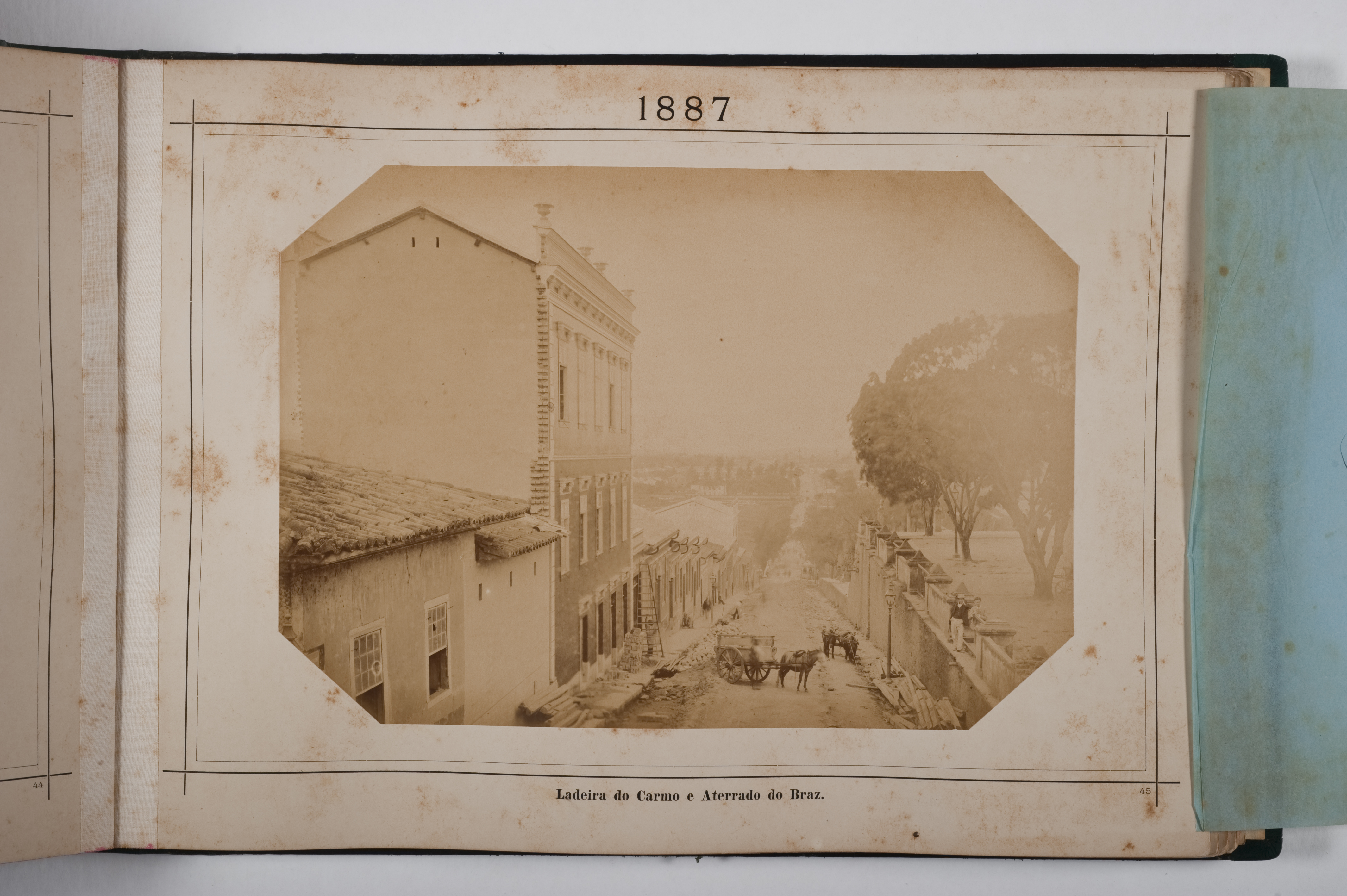
Registro de 1887